# Elizabeth Anne Kellogg
Elizabeth Anne "Toby" Traffanstedt Kellogg (27 de marzo de 1951) es una botánica, agrostóloga, y taxónoma estadounidense, especialista en la familia de fanerógamas Brassicaceae, Melastomataceae (con énfasis en Miconia), Poaceae y Viscaceae (con énfasis en Phoradendron).

## Biografía
En 1983, obtuvo el Ph.D. por la Universidad Harvard.

## Investigaciones
Ha realizado extensas expediciones botánicas por Anguila, y en el propio EE. UU. Y sus áreas de estudios son Evolución Vegetal; Flora de las Antillas Menores; Poaceae, Loranthaceae.
Desarrolla actividades académicas y científicas en el Departamento de Biología de la Universidad de Misuri en San Luis.

## Algunas publicaciones
- elizabeth a. Kellogg, e.a.s. camara Paulo, paula j. Rudall, ladd Philip, simon t. Malcomber, doust a. n. whipple Clinton. 2013. Early inflorescence development in the grasses (Poaceae). Frontiers in Plant Science 4: 00250 doi=10.3389/fpls.2013.00250

- j.l. Bennetzen, j. Schmutz, h. Wang, r. Percifield, j. Hawkins, a.c. Pontaroli, elizabeth a. Kellogg, t. Brutnell, et al. 2012. Reference Genome Sequence of the Model Plant Setaria. Nature Biotechnology 30: 555-569

- a.n. Doust, elizabeth a. Kellogg, k.m. Devos, j.f. Bennetzen. 2009. Foxtail millet, a sequence driven grass model system. Plant Physiology 149:137-141

- c.j. Whipple, m. Zanis, e.a. Kellogg, r.j. Schmidt. 2007. Conservation of B class MADS-box gene expression in the second whorl of a basal grass and outgroups links the origin of lodicules and petals. Proceedings of the National Academy of Science, USA 104: 1081-1086

- j.g. Sanchez-ken, l.g. Clark, e.a. Kellogg, e.e. Kay. 2007. Reinstatement and emendation of subfamily Micrairoideae (Poaceae). Systematic Botany 32: 71-80

- elizabeth a. Kellogg. 2007. Floral displays: genetic control of grass inflorescences. Current Opinion in Plant Biology 10: 26-31

- ---------------------------. 2006. Progress and challenges in studies of the evolution of development. Journal of Experimental Botany 57: 3505-3516

- ---------------------------. 2006. Beyond taxonomy: prospects for understanding morphological diversity in the grasses (Poaceae). Darwiniana 44: 7-17

- k. Ilic, elizabeth a. Kellogg, p. Jaiswal, f. Zapata, p.f. Stevens, l.p. Vincent, s. Avraham, l. Reiser, a. Pujar, m.m. Sachs, n.t. Whitman, s.r. McCouch, m.l. Schaeffer, d.h. Ware, et al. 2006. Plant structure ontology. Unified vocabulary of anatomy and morphology of a flowering plant. Plant Physiology 143: 587-599

- elizabeth a. Kellogg. 2004. Evolution of developmental traits. Current Opinion in Plant Biology 7: 92-98

- ---------------------------, j.l. Bennetzen. 2004. The evolution of nuclear genome structure in plants. American Journal of Botany 91: 1709-1725

- ---------------------------, k.m. Hiser, a.n. Doust. 2004. Taxonomy, phylogeny, and inflorescence development of the genus Ixophorus (Panicoideae: Poaceae). International Journal of Plant Sciences: 1089-1105

- s.s. Aliscioni, l.m. Giussani, f.o. Zuloaga, elizabeth a. Kellogg. 2003. A molecular phylogeny of Panicum(Poaceae: Paniceae): Tests of monophyly and phylogenetic placement within the Panicoideae. Amer. J. Bot. 90 (5): 796-821

- pilar Catalán, elizabeth a. Kellogg, richard g. Olmstead. 1997. Phylogeny of Poaceae Subfamily Pooideae Based on Chloroplast NdhF Gene Sequences. Ed. Academic Press, 17 pp.

- neelima Roy Sinha, elizabeth a. Kellogg 1996. Parallelism and Diversity in Multiple Origins of C4 Photosynthesis in the Grass Family. Ed. Botanical Society of America, 13 pp.

- elizabeth a. Kellogg, hans p. Linder. 1995. Phylogeny of Poales. Ed. Royal Botanic Gardens, Kew 32 pp.

- ---------------------------. 1985. Indicator Species for Assessing Overuse of Campsites Archivado el 2 de abril de 2015 en Wayback Machine.. Northwest Science 59 (2): 115-121

### Libros
- walter s. Judd, christopher s. Campbell, elizabeth a. Kellogg. 2002. Botanique systématique: Une perspective phylogénétique (enlace roto disponible en Internet Archive; véase el historial, la primera versión y la última).. Biologie végétale. Tradujeron Jules Bouharmont, Charles-Marie Evrard. Ed. De Boeck Supérieur, 467 pp. ISBN 2744501239, ISBN 9782744501234

- elizabeth a. Kellogg. 1985. Specimens Seen, 476 pp.

- ---------------------------. 1983. A Biosystematic Study of the Poa Secunda Complex. Reimpreso de Harvard University, 372 pp.

## Honores

### Membresías[8]
- 1977 - Sociedad Botánica de América, Pta en 2011, 2012
- 1979-1980 - Botanical Society of Washington

- Portal:Biografías. Contenido relacionado con Botánica.
- Portal:Biología. Contenido relacionado con Taxonomía.